# Anna Karènina (pel·lícula de 1935)
 Anna Karènina  (1935) és una pel·lícula estatunidenca de Clarence Brown, adaptació d'Anna Karènina de Lev Tolstoi. Aquesta pel·lícula ha estat doblada al català

## Argument
A la Rússia tsarista del segle xix, Anna Karènina, esposa d'un lúgubre notable dirigista i glacial, només té com a única font d'afecte el seu jove noi, Serguei. Amb aquest amor fusional, la respectabilitat del seu rang, la comoditat material i la calor dels seus parents no té tanmateix prou. Acaba cedint a les bestretes d'un jove altiu i fogós, el coronel Vronsky.
Aquest idil·li notori provoca un verdader escàndol: encara que els dos amants intentin viure la seva passió, Vronsky posa en perill la seva carrera i Anna es veu fora de la casa Karènina i, tortura per a ella, se li prohibeix veure el seu fill. Difuminant-se els primers focs d'aquest amor amb el jove home que s'avorreix lluny de la vida militar, Anna comprèn la gravetat del seu error: ha perdut la seva reputació, l'amor d'aquell per a qui ella tenia tot sacrificat i el seu fill. Vronsky promès a una altra, Serguei fora del seu abast, Anna Karènina ha estat víctima dels seus sentiments en una societat de convencions. Davant aquesta terrible comprovació del fracàs, l'única escapatòria per a l'heroïna és la mort: es llança sota les rodes d'un tren, a l'indret mateix on va veure Vronsky la primera vegada.
Es tracta de la segona vegada que Greta Garbo interpreta l'heroïna de Tolstoï a la pantalla: ja ho ha fet a Love, pel·lícula muda en la que compartia el cartell amb John Gilbert; Formaven junts una de les parelles més ardents i més cèlebres del Hollywood dels anys 1920, tant a la ciutat com a la pantalla. La versió muda és per això més brillant, encara que la de 1935 hagi estat saludada per la premsa i els crítics de l'època. Anna Karènina ha continuat sent el paper més esquinçador i el més destacable de Greta Garbo, amb el de La Dama de les Camèlies de la novel·la de Marguerite Gautier.

## Repartiment
- Greta Garbo: Anna Karènina
- Fredric March: Vronsky
- Maureen O'Sullivan: Kitty
- May Robson: Comtessa Vronsky
- Constance Collier: Comtessa Lidia
- Reginald Owen: Stiva
- Freddie Bartholomew: Serguei Karènina
- Basil Rathbone: Alexis Karènina
- Reginald Denny: Iaixin
- Phoebe Foster: Dolly
- Mary Forbes: Princesse Sorokina
- Harry Beresford: Matve
- Robert Warwick (no surt als crèdits): Un coronel